# Cédric Kipré
Cédric Kipré (Parigi, 9 dicembre 1996) è un calciatore francese naturalizzato ivoriano, difensore dello Stade Reims in prestito all'Ipswich Town.

## Carriera
Cresciuto nel settore giovanile del Paris Saint-Germain, nel 2014 si trasferisce al Leicester City, con cui resta per tre stagioni, inclusa una breve esperienza in prestito al Corby Town. Il 5 luglio 2017 firma un annuale con il Motherwell, poi ampliato nel corso della stagione in seguito alle ottime prove fornite. Il 3 agosto 2018 viene ceduto per un milione di sterline al Wigan, con cui si lega fino al 2021.
Il 4 settembre 2020 passa al West Bromwich, firmando un quadriennale con i Baggies.

## Statistiche

### Presenze e reti nei club
Statistiche aggiornate all'8 dicembre 2024.
| Stagione             | Squadra              | Campionato           | Campionato | Campionato | Coppe nazionali | Coppe nazionali | Coppe nazionali | Coppe continentali | Coppe continentali | Coppe continentali | Altre coppe | Altre coppe | Altre coppe | Totale | Totale | Totale |
| Stagione             | Squadra              | Comp                 | Pres       | Reti       | Comp            | Pres            | Reti            | Comp               | Pres               | Reti               | Comp        | Pres        | Reti        | Pres   | Reti   |        |
| -------------------- | -------------------- | -------------------- | ---------- | ---------- | --------------- | --------------- | --------------- | ------------------ | ------------------ | ------------------ | ----------- | ----------- | ----------- | ------ | ------ | ------ |
| set.-ott. 2015       | Corby Town           | NLN                  | 2          | 0          | -               | -               | -               | -                  | -                  | -                  | -           | -           | -           | 2      | 0      |        |
| 2017-2018            | Motherwell           | PL                   | 36         | 1          | CS+CdL          | 5+8             | 0               | -                  | -                  | -                  | -           | -           | -           | 49     | 1      |        |
| lug.-ago. 2018       | Motherwell           | PL                   | 0          | 0          | CS+CdL          | 0+3             | 0               | -                  | -                  | -                  | -           | -           | -           | 3      | 0      |        |
| Totale Motherwell    | Totale Motherwell    | Totale Motherwell    | 36         | 1          |                 | 16              | 0               |                    | -                  | -                  |             | -           | -           | 52     | 1      |        |
| 2018-2019            | Wigan                | FLC                  | 38         | 0          | FACup+CdL       | 1+1             | 0               | -                  | -                  | -                  | -           | -           | -           | 40     | 0      |        |
| 2019-2020            | Wigan                | FLC                  | 36         | 2          | FACup+CdL       | 1+0             | 0               | -                  | -                  | -                  | -           | -           | -           | 37     | 2      |        |
| Totale Wigan         | Totale Wigan         | Totale Wigan         | 74         | 2          |                 | 3               | 0               |                    | -                  | -                  |             | -           | -           | 77     | 2      |        |
| 2020-gen. 2021       | West Bromwich        | PL                   | 0          | 0          | FACup+CdL       | 1+2             | 0               | -                  | -                  | -                  | -           | -           | -           | 3      | 0      |        |
| feb.-giu. 2021       | Charleroi            | D1                   | 5          | 0          | CB              | 0               | 0               | UEL                | -                  | -                  | -           | -           | -           | 5      | 0      |        |
| 2021-2022            | West Bromwich        | FLC                  | 14         | 1          | FACup+CdL       | 1+1             | 0               | -                  | -                  | -                  | -           | -           | -           | 16     | 1      |        |
| 2022-2023            | Cardiff City         | FLC                  | 42         | 3          | FACup+CdL       | 1+0             | 0               | -                  | -                  | -                  | -           | -           | -           | 43     | 3      |        |
| 2023-2024            | West Bromwich        | FLC                  | 44+2       | 2+1        | FACup+CdL       | 2+0             | 0               | -                  | -                  | -                  | -           | -           | -           | 48     | 3      |        |
| Totale West Bromwich | Totale West Bromwich | Totale West Bromwich | 58+2       | 3+1        |                 | 7               | 0               |                    | -                  | -                  |             | -           | -           | 67     | 4      |        |
| 2024-2025            | Stade Reims          | L1                   | 11         | 0          | CF              | -               | -               | -                  | -                  | -                  | -           | -           | -           | 11     | 0      |        |
| Totale carriera      | Totale carriera      | Totale carriera      | 228+2      | 9+1        |                 | 27              | 0               |                    | -                  | -                  |             | -           | -           | 257    | 10     |        |

### Cronologia presenze e reti in nazionale
| Cronologia completa delle presenze e delle reti in nazionale ― Costa d'Avorio | Cronologia completa delle presenze e delle reti in nazionale ― Costa d'Avorio | Cronologia completa delle presenze e delle reti in nazionale ― Costa d'Avorio | Cronologia completa delle presenze e delle reti in nazionale ― Costa d'Avorio | Cronologia completa delle presenze e delle reti in nazionale ― Costa d'Avorio | Cronologia completa delle presenze e delle reti in nazionale ― Costa d'Avorio | Cronologia completa delle presenze e delle reti in nazionale ― Costa d'Avorio | Cronologia completa delle presenze e delle reti in nazionale ― Costa d'Avorio |
| Data                                                                          | Città                                                                         | In casa                                                                       | Risultato                                                                     | Ospiti                                                                        | Competizione                                                                  | Reti                                                                          | Note                                                                          |
| ----------------------------------------------------------------------------- | ----------------------------------------------------------------------------- | ----------------------------------------------------------------------------- | ----------------------------------------------------------------------------- | ----------------------------------------------------------------------------- | ----------------------------------------------------------------------------- | ----------------------------------------------------------------------------- | ----------------------------------------------------------------------------- |
| 7-6-2025                                                                      | Toronto                                                                       | Nuova Zelanda                                                                 | 1 – 0                                                                         | Costa d'Avorio                                                                | Amichevole                                                                    | -                                                                             |                                                                               |
| Totale                                                                        |                                                                               | Presenze                                                                      | 1                                                                             |                                                                               | Reti                                                                          | 0                                                                             |                                                                               |